# Лудек Пахман
Лудек Пахман (чеш. Luděk Pachman; рођен 11. маја 1924. у месту Бела под Бездежем, тадашња Чехословачка. Умро је 6. марта 2003. у граду Пасау у Немачкој.) био је чехословачки и немачки велемајстор, 

## Шаховска каријера
Био је један од водећих шахиста у свету. Између 1945. и 1968. играо је врло успешно на многим међународним шаховским турнирима, укључујући и међузонске турнире. Победио је на 15 међународних турнира. Шампион је Чехословачке седам пута од 1946. до 1966. Шампион Западне Немачке постаје 1978. Учествује и на шест међузонских турнира. У тиму Чехословачке учествује између 1952. и 1966. на шаховским олимпијадама. На међузонском турниру кандидата, у својој 60-ој години, 1958. у Порторожу је био испред Бобија Фишера и успео да се квалификује за меч кандидата.

### Познанство са Фишером
У шаховском магазину на немачком језику „Карл“, Пахман описује своју прву борбу са Фишером. „Срео сам га по први пут маја 1959. у Сантијаго де Чилеу (срео га је ипак годину дана раније у Порторожу). Дан пре турнира питао ме је да преводим за њега. Допутовао је у Чиле допраћен од своје мајке, и организатор је хтео да зна да ли да резервише две одвојене собе. Боби је одговорио: „Не разумете, желим да сместим мајку у собу не мање од десет миља далеко!“ Затим је желео да зна за новчане награде. Организатор га је упитао, зар није прочитао позивно писмо? „Никада не читам писма“, одговара Боби. Награда је била ниска што је било мало за његов начин живота. Рекао сам му да његово понашање није коректно, али он је просто рекао: „Желим више“.

## Емигрира у Западну Немачку
За време инвазије Чехословачке од трупа Совјетског Савеза био је ухапшен у Прагу усред ноћи проживљавајући тортуру када је мало недостајало да изгуби живот. Почетком седамдесетих емигрира у Западну Немачку, где је постао политички активиста, са јаким антикомунистичким ставовима.